# マイ・フレンド・スタン
「マイ・フレンド・スタン」 (My Friend Stan) は、スレイドの楽曲である。1973年に4作目のオリジナル・アルバム『大狂乱スレイド一座』からの第1弾シングルとして発売された。作詞作曲はノディ・ホルダーとジム・リーで、プロデューサーはチャス・チャンドラー。全英シングルチャートで最高位2位を獲得し、1973年10月に英国レコード産業協会からシルバーディスク認定を受けた。

## 背景・リリース
「マイ・フレンド・スタン」は、ジム・リーが自宅にあるピアノでメロディーを弾いているのを聴いたプロデューサーのチャス・チャンドラーが、リーを説得して完成させた楽曲。本作は、1973年7月にドラマーのドン・パウエルが交通事故で重傷を負った後に、初めて録音された楽曲である。レコーディングが行われた当時、パウエルは杖をついて歩いていたことから、別の人物にドラムセットに座らせてもらっていた。
「マイ・フレンド・スタン」は、1973年9月にシングル盤として発売され、B面には「マイ・タウン」が収録された。シングル盤は、全英シングルチャートで最高位2位を獲得。発売に先立ち、ポリドール・レコードに予約注文が殺到したことから、10万枚ものシングルをイギリスに輸入する必要があった。

## ミュージック・ビデオ
「マイ・フレンド・スタン」のミュージック・ビデオは、バーンズにあるオリンピック・スタジオで撮影された。ビデオは、バンドがレコーディングを行なう様子で構成されており、ギタリストのデイヴ・ヒルが「John Birch Superyob」として知られるギターを使用しているのが確認できる。

## 評価
シングル盤の発売後、レコード・ミラー紙は本作について「スレイドの作品の中でもかなりゆっくりとしていて、実に地味な曲」とし、「明らかにナンバーワンであり、いくつかの点で初期の暴れん坊たちよりも記憶に残る曲」と評している。

## シングル収録曲
| 全作詞・作曲: ノディ・ホルダー、ジム・リー。 |                                            |                                             |                                             |      |
| #                                            | タイトル                                   | 作詞                                        | 作曲・編曲                                  | 時間 |
| 1.                                           | 「マイ・フレンド・スタン」(My Friend Stan) | ノディ・ホルダー 、 ジム・リー （ 英語版 ） | ノディ・ホルダー 、 ジム・リー （ 英語版 ） | 2:38 |
| 2.                                           | 「マイ・タウン」(My Town)                  | ノディ・ホルダー 、 ジム・リー （ 英語版 ） | ノディ・ホルダー 、 ジム・リー （ 英語版 ） | 3:02 |
| 合計時間:                                    | 合計時間:                                  | 5:40                                        |                                             |      |

## クレジット
スレイド
- ノディ・ホルダー - ボーカル、ギター
- デイヴ・ヒル - リードギター、バッキング・ボーカル
- ジム・リー - ピアノ、ベース、バッキング・ボーカル
- ドン・パウエル - ドラム

制作
- チャス・チャンドラー - 音楽プロデューサー

## チャート成績
| チャート (1973年)                  | 最高位 |
| ---------------------------------- | ------ |
| オーストラリア (Kent Music Report) | 44     |
| ベルギー (Ultratop 50 Flanders)    | 7      |
| ベルギー (Ultratop 50 Wallonia)    | 8      |
| ドイツ (GfK Entertainment charts)  | 5      |
| アイルランド (IRMA)                | 1      |
| オランダ (Single Top 100)          | 10     |
| ノルウェー (VG-lista)              | 5      |
| スイス (Schweizer Hitparade)       | 6      |
| UK シングルス (OCC)                | 2      |

## カバー・バージョン
1993年にザ・ロマンズは、アルバム『Major Panic』に本作のカバー・バージョンを収録。